# Michael Stolle
Michael Stolle, född den 17 december 1974 i Buxtehude, är en tysk före detta friidrottare som tävlade i stavhopp.
Stolle deltog vid VM 1997 i Aten där han inte tog sig vidare till finalen. Hans genombrott kom istället vid inomhus-EM 1998 där han blev silvermedaljör. Han var även i final vid VM 1999 i Sevilla där han slutade sjua efter att ha klarat 5,70.
Hans deltog vid Olympiska sommarspelen 2000 i Sydney där han slutade fyra med ett hopp på 5,90. Fyra blev han även vid VM 2001 då efter att ha klarat 5,85. Hans sista mästerskap blev inomhus-VM 2003 då han blev silvermedaljör efter ett hopp på 5,75.

## Personliga rekord
- Stavhopp - 5,95 meter